# Castel Condino
Castel Condino ist eine italienische Gemeinde (comune) im Trentino in der autonomen Region Trentino-Südtirol mit 225 Einwohnern (Stand am 31. Dezember 2023). Die Gemeinde liegt etwa 43,5 Kilometer westsüdwestlich von Trient und gehört zur Talgemeinschaft Comunità delle Giudicarie.